# Sylvia Kühnemund
Sylvia Kühnemund, verheiratete Thier, (* 25. Juli 1974 in Sangerhausen) ist eine ehemalige deutsche Mittelstreckenläuferin, die auf den 1500-Meter-Lauf spezialisiert war.
Sie war von 1995 bis 2000 sechsmal in Folge Deutsche Hallenmeisterin. Im Freien gewann sie 1996 und 1997 den Titel. Bei den Halleneuropameisterschaften 1996 in Stockholm wurde sie Sechste. Bei den Olympischen Spielen, die im selben Jahr in Atlanta stattfanden, schied Kühnemund im Zwischenlauf aus. 1997 erreichte sie bei den Hallenweltmeisterschaften in Paris den fünften Platz, bei den Weltmeisterschaften in Athen schied sie jedoch im Vorlauf aus. Bei den Halleneuropameisterschaften 1998 in Valencia wurde sie Vierte, nur eine Zehntelsekunde hinter der Bronzemedaillengewinnerin Violeta Szekely, und bei den Hallenweltmeisterschaften 1999 im japanischen Maebashi lief sie auf Platz neun.
Kühnemund startete für MK Sangerhausen (1983–87), SC Chemie Halle (1988–90), SV Halle (1991–98) und die Halleschen Leichtathletik-Freunde (ab 1999). Sie heiratete 2001 ihren Trainer Wolfgang Thier.

## Persönliche Bestzeiten
- 1500 Meter: 4:05,96 Minuten, 1998 in Hengelo
  - (Halle): 4:06,56 Minuten, 1997 in Paris